# Hyatt
Hyatt Hotels Corporation, powszechnie znana jako Hyatt Hotels & Resorts – amerykańska międzynarodowa firma hotelarska z siedzibą w dzielnicy Riverside Plaza w Chicago, która zarządza i franczyzuje luksusowe i biznesowe hotele, ośrodki wypoczynkowe i nieruchomości wakacyjne. Hyatt Hotels & Resorts to jedna z firm zarządzanych przez rodzinę Pritzker.
Hyatt Corporation powstała po zakupie Hyatt House na międzynarodowym lotnisku w Los Angeles 27 września 1957 roku, natomiast pierwszy hotel Hyatt powstał w Los Angeles w 1954 roku. Jego właścicielami byli Hyatt R. von Dehn i Jack D. Crouch. Jednak kilka lat po tym Hyatt R. von Dehn sprzedał swoją część udziałów Jayowi Pritzkerowi.
Obecnie hotele Hyatt znajdują się na sześciu kontynentach. Najwięcej hoteli Hyatt mieści się w USA.
W Polsce działał jeden hotel pod nazwą Hyatt – Hyatt Regency Warsaw – znajdujący się w Warszawie przy ulicy Belwederskiej 23. Jednak w marcu 2014 hotel wystąpił z sieci i zmienił nazwę na Regent Warsaw Hotel.
W 2022 został otwarty hotel tej marki w Krakowie.